# Logede (Sumber)
Logede is een bestuurslaag in het regentschap Rembang van de provincie Midden-Java, Indonesië. Logede telt 2235 inwoners (volkstelling 2010).